# Actiones liberae in causa
Actiones liberae in causa  (bukvalno „radnje slobodne u uzroku“) ili skrivljena neuračunljivost je krivičnopravni institut pomoću kojeg se rešava problem krivične odgovornosti onih učinilaca koji su krivično delo izvršili u stanju neuračunljivosti, ali su sami sebe doveli u to stanje. Otuda i naziv ovog instituta koji bi se mogao prevesti kao radnje slobodne u uzroku.

## Sadržaj
Iako u momentu izvršenja krivičnog dela radnje učinioca nisu bile slobodne (bio je neuračunljiv), u jednom prethodnom momentu ili stanju, pre nego što je prouzrokovao stanje sopstvene neuračunljivosti (upotrebom alkohola ili droge), njegove radnje su bile slobodne u smislu skrivljenog započinjanja uzročnog toka koji se završio činjenjem krivičnog dela u neuračunljivom stanju. Radi se o jednom događaju koji teče u dve faze gde u prvoj uračunljiv učinilac prouzrokuje situaciju u kojoj će (druga faza) postati u međuvremenu neuračunljiv i izvršiti krivično delo.
Actio libera in causa predstavlja jedini izuzetak da se uračunljivost učinioca dela ne utvrđuje u momentu vršenja krivičnog dela, već se taj momenat pomera unazad (pre nego što je sebe doveo u stanje neuračunljivosti).

## Primena
Da bi se primenio ovaj institut potrebno je da kod učinioca u trenutku pre nego što će se konzumiranjem alkohola ili droge dovesti u stanje neuračunljivosti postoji uračunljivost i krivica u odnosu na kasnije izvršeno krivično delo. To znači da u odnosu na to delo mora postojati umišljaj ili nehat (kod krivičnih dela koja su kažnjiva kada su učinjena iz nehata). Ovaj se institut ne primenjuje kada se učinilac doveo u stanje bitno smanjene uračunljivosti.

## Vrste
Postoje umišljajna i nehatna actio libera in causa. Kod umišljajne učinilac se sa umišljajem dovodi u stanje neuračunljivostiu kome vrši krivično delo u odnosu na koje postoji direktni ili eventualni umišljaj. Kod nehatne actio libera in causa učinilac sam sebe iz nehta dovodi u stanje neuračunljivosti gede ostvaruje elemente bića krivičnog dela u odnosu na koje je postojao svesni ili nesvesni nehat.
Postoji i omisivna libera in causa (omissio libera in causa), koja se javlja kod krivičnih dela propuštanja. Ona se sastoji u tome da učinilac sebe dovodi u stanje neuračunljivosti, a bio je svestan da u tom stanju svojim propuštanjem ili nečinjenjem može ostavriti obeležja bića krivičnog dela, ali je to hteo (direktni umišljaj), ili je pristao (eventualni umišljaj), odnosno olako je držao da do toga neće doći (svesni nehat), ili nije bio svestan mada je bio dužan i mogao izvršenje sprečiti (nesvesni nehat).

## Literatura
Z. Stojanović, Krivično pravo, Opšti deo, Beograd 2002.